# Anna di Trebisonda (regina di Georgia)
Anna Mega Comnena (in greco Άννα Μεγάλη Κομνηνή?, Anna Megalē Komnēnē, in georgiano ანა კომნენა?; Trebisonda, 6 aprile 1357 – dopo il 30 novembre 1406) è stata una regina georgiana di origine bizantina.
Fu seconda moglie di re Bagrat V di Georgia, a cui diede il figlio minore Costantino I di Georgia, che nel 1407 sarebbe poi succeduto sul trono del fratellastro re Giorgio VII di Georgia; era un membro della potente dinastia greca bizantina dei Comneni, fondata da Isacco I Comneno nel 1057, del ramo trapezuntino.

## Famiglia e fidanzamento
Anna nacque a Trebisonda il 6 aprile 1357, il giorno prima del Venerdì santo, figlia primogenita dell'imperatore Alessio III di Trebisonda e di Teodora Cantacuzena. Aveva due fratelli minori, Basilio e Manuele, e tre sorelle minori: Eudocia, Maria e un'altra di cui non si conosce il nome; tutte e tre furono poi sposate a capi turcomanni musulmani. Anna aveva anche almeno un fratellastro illegittimo, Andronico, nato dalla relazione del padre con un'amante di cui non si conosce il nome.
Nell'aprile del 1362, una delegazione che comprendeva il Mega Logoteta Giorgio Scholarios e lo storico Sebastos Michele Panareto si recò a Costantinopoli per negoziare il suo fidanzamento con Andronico Paleologo, che in seguito avrebbe regnato come imperatore bizantino Andronico IV. Per ragioni non conosciute, il fidanzamento fu annullato e in seguito fu scelto un altro marito per lei.

## Regina di Georgia
Nel giugno 1367, all'età di 10 anni e due mesi, divenne la seconda moglie del re Bagrat V di Georgia, noto anche come Bagrat il Grande. La prima moglie, Elena, era morta l'anno precedente di peste bubbonica, lasciando due figli. Anna fu accompagnata in Georgia dal padre e dalla nonna paterna, Irene di Trebisonda.
In una data sconosciuta, poco dopo il 1369, Anna diede alla luce un figlio, Costantino (morto nel 1411-1412). Costantino regnerà in seguito come re Costantino I di Georgia, succedendo al fratellastro in quanto senza progenie, re Giorgio VII, nel 1407. Secondo Cyril Toumanoff, Anna ebbe altri due figli da Bagrat: Olimpia e Davide.
Nel novembre 1386, Tbilisi fu assediata e conquistata dalle armate del condottiero mongolo Tamerlano; la regina, insieme al marito e al figlio, fu fatta prigioniera. Come mezzo per ottenere il loro rilascio, il re Bagrat accettò di diventare musulmano e Tamerlano li rimandò in Georgia con 20 000 soldati mongoli. Tuttavia, il principe Giorgio, figlio del marito dal primo matrimonio, riuscì a distruggere completamente l'esercito mongolo e a liberare il re e la regina dalla prigionia. Alla fine non si convertirono all'Islam, anche se furono combattute altre battaglie con Tamerlano prima che questi permettesse al regno di Georgia di rimanere cristiano.
Il marito di Anna morì nel 1393; lei morì successivamente al 1406.

## Ascendenza
|                           |   |                   | Genitori      |  |  | Nonni |  |  | Bisnonni                 |  |  | Trisnonni                 |  |
|                           |   |                   |               |  |  |       |  |  | Alessio II di Trebisonda |  |  | Giovanni II di Trebisonda |  |
|                           |   |                   |               |  |  |       |  |  | Alessio II di Trebisonda |  |  | Giovanni II di Trebisonda |  |
|                           |   | Eudocia Paleologa |               |  |  |       |  |  | Alessio II di Trebisonda |  |  |                           |  |
| Basilio di Trebisonda     |   |                   |               |  |  |       |  |  | Alessio II di Trebisonda |  |  |                           |  |
|                           |   | Jiajak Jaqeli     | Beka I Jaqeli |  |  |       |  |  |                          |  |  |                           |  |
|                           |   | Jiajak Jaqeli     | Beka I Jaqeli |  |  |       |  |  |                          |  |  |                           |  |
|                           |   | Jiajak Jaqeli     | …             |  |  |       |  |  |                          |  |  |                           |  |
| Alessio III di Trebisonda |   | Jiajak Jaqeli     |               |  |  |       |  |  |                          |  |  |                           |  |
|                           |   | …                 | …             |  |  |       |  |  |                          |  |  |                           |  |
|                           |   | …                 | …             |  |  |       |  |  |                          |  |  |                           |  |
|                           |   | …                 | …             |  |  |       |  |  |                          |  |  |                           |  |
| Irene di Trebisonda       |   | …                 |               |  |  |       |  |  |                          |  |  |                           |  |
|                           |   | …                 | …             |  |  |       |  |  |                          |  |  |                           |  |
|                           |   | …                 | …             |  |  |       |  |  |                          |  |  |                           |  |
|                           |   | …                 | …             |  |  |       |  |  |                          |  |  |                           |  |
| Anna di Trebisonda        |   | …                 |               |  |  |       |  |  |                          |  |  |                           |  |
|                           | … | …                 |               |  |  |       |  |  |                          |  |  |                           |  |
|                           | … | …                 |               |  |  |       |  |  |                          |  |  |                           |  |
|                           | … | …                 |               |  |  |       |  |  |                          |  |  |                           |  |
| Niceforo Cantacuzeno      | … |                   |               |  |  |       |  |  |                          |  |  |                           |  |
|                           |   | …                 | …             |  |  |       |  |  |                          |  |  |                           |  |
|                           |   | …                 | …             |  |  |       |  |  |                          |  |  |                           |  |
|                           |   | …                 | …             |  |  |       |  |  |                          |  |  |                           |  |
| Teodora Cantacuzena       |   | …                 |               |  |  |       |  |  |                          |  |  |                           |  |
|                           |   | …                 | …             |  |  |       |  |  |                          |  |  |                           |  |
|                           |   | …                 | …             |  |  |       |  |  |                          |  |  |                           |  |
|                           |   | …                 | …             |  |  |       |  |  |                          |  |  |                           |  |
| …                         |   | …                 |               |  |  |       |  |  |                          |  |  |                           |  |
|                           |   | …                 | …             |  |  |       |  |  |                          |  |  |                           |  |
|                           |   | …                 | …             |  |  |       |  |  |                          |  |  |                           |  |
|                           |   | …                 | …             |  |  |       |  |  |                          |  |  |                           |  |
|                           |   | …                 |               |  |  |       |  |  |                          |  |  |                           |  |